# أم الغصب موسى (جزيرة مينو)
أم الغصب موسى (بالفارسية: ام‌القصب‌موسی) هي منطقة سكنية تقع في إيران في قسم جزيرة مينو الريفي.